# Ronodji Niakaken
Ronodji Niakaken (* 11. August 1965) ist ein ehemaliger tschadischer Mittelstreckenläufer.

## Sport
Niakaken trat bei den Olympischen Sommerspielen 1988 in Seoul an. Über 5000 m schied er im Vorlauf aus.